# Битон, Нир
Нир Биттон (ивр. ניר ביטון‎; род. 30 октября 1991, Ашдод, Израиль) — израильский футболист, полузащитник клуба «Маккаби» (Тель-Авив) и сборной Израиля.

## Карьера

### Клубная
Биттон, родившись в Ашдоде, начал свою профессиональную карьеру в местном одноимённом клубе в 2009 году. Сыграв там четыре сезона, он перешёл в шотландский «Селтик», где провёл 9 сезонов. 30 июня 2022 года футболист вернулся в Израиль и перешёл в «Маккаби Тель-Авив».

### В сборной
27 мая 2010 года дебютировал в составе национальной команды своей страны в товарищеском матче против сборной Уругвая.

## Достижения
- Чемпионат Шотландии по футболу (7): 2013/14, 2014/15, 2015/16, 2016/17, 2017/18, 2018/19, 2019/20
- Обладатель Кубка шотландской лиги (5): 2014/15, 2016/17, 2017/18, 2018/19, 2019/20
- Обладатель Кубка Шотландии (3): 2016/17, 2017/18, 2018/19